# USS Bulmer (DD-222)
USS Bulmer (DD-222/AG-86) là một tàu khu trục lớp Clemson được Hải quân Hoa Kỳ chế tạo vào cuối Chiến tranh Thế giới thứ nhất, và đã tiếp tục phục vụ trong Chiến tranh Thế giới thứ Hai cho đến khi xung đột kết thúc. Nó là chiếc tàu chiến duy nhất của Hải quân Hoa Kỳ được đặt tên theo Đại tá Hải quân Roscoe Bulmer.

## Thiết kế và chế tạo
Bulmer được đặt lườn vào ngày 11 tháng 8 năm 1919 tại xưởng tàu của hãng William Cramp and Sons ở Philadelphia. Nó được hạ thủy vào ngày 22 tháng 1 năm 1920, được đỡ đầu bởi cô Anita Paor Bulmer, con gái Đại tá Bulmer; và được đưa ra hoạt động vào ngày 16 tháng 8 năm 1920 dưới quyền chỉ huy của Hạm trưởng, Thiếu tá Hải quân J. C. Jennings.

## Lịch sử hoạt động

### Giữa hai cuộc thế chiến
Vào năm 1920, Bulmer gia nhập Hạm đội Thái Bình Dương, đặt căn cứ tại San Diego, California. Đến năm 1923, nó được điều động sang Lực lượng Hải quân Hoa Kỳ tại Châu Âu, và được phái đến vùng biển Thổ Nhĩ Kỳ. Đến đầu năm 1925, nó lại được điều động sang Hạm đội Á Châu. Nó hoạt động như một đơn vị của Đội khu trục 14 trực thuộc Hải đội Khu trục 5, luân phiên đặt căn cứ vào mùa Đông tại Manila và Cavite, Philippines, và vào mùa Hè tại Yên Đài, Trung Quốc. Đến đầu năm 1939, chiếc tàu khu trục được phân nhiệm vụ Tuần tra Nam Trung Quốc, và sau đó được điều về Đội khu trục 58 trực thuộc Hải đội Khu trục 29 và thực hiện Tuần tra Trung lập dưới quyền Tư lệnh Quân khu Hải quân 16. Đến tháng 1 năm 1941, nó tham gia cuộc tập trận Vấn đề Hạm đội Á Châu, và sau đó tiếp tục tuần tra tại khu vực Philippines.

### Thế Chiến II
Khi Hải quân Nhật Bản bất ngờ tấn công Trân Châu Cảng vào ngày 7 tháng 12 năm 1941, Bulmer vẫn đang trong thành phần Hạm đội Á Châu và đặt căn cứ tại Philippines. Trong những tháng đầu tiên của chiến tranh, nó tham gia tuần tra, hộ tống và chống tàu ngầm suốt khu vực Tây Nam Thái Bình Dương. Vào ngày 9 tháng 1 năm 1942, nó cùng các tàu khu trục Stewart, Pope, Parrott và Barker cùng các tàu tuần dương Boise và Marblehead, khởi hành từ Darwin đi Surabaya hộ tống cho chiếc tàu vận tải Bloemfontein. Đây là một phần của Đoàn tàu vận tải Pensacola rời Brisbane ngày 30 tháng 12 năm 1941 cùng lực lượng Lục quân tăng cường, bao gồm Lữ đoàn Pháo dã chiến 26 và Tiểu đoàn 1 Lữ đoàn Pháo dã chiến 131, cùng hàng tiếp liệu cho chúng, để hướng đến Java.
Hoạt động như một đơn vị của Hải đội Khu trục 29 thuộc Lực lượng Đặc nhiệm 5, Bulmer tham gia Trận chiến biển Bali ngày 4 tháng 2 năm 1942, nơi lực lượng hải quân Đồng Minh bị đánh bại. Nó cũng tham gia một nỗ lực không thành công của phe Đồng Minh nhằm đánh chặn các đoàn tàu vận tải Nhật ngoài khơi Palembang, Sumatra. Vào ngày 19 tháng 2, nó cùng với tàu khu trục Barker và tàu tiếp liệu Black Hawk rời Tjilatjap, Java, để đi vịnh Exmouth, Australia, và được đại tu tại đây. Nó phục vụ tuần tra tại nhiều cảng Australia cho đến tháng 5, rồi đi đến Trân Châu Cảng để trình diện và phục vụ dưới quyền Tư lệnh Lực lượng Dịch vụ Hạm đội Thái Bình Dương. Từ tháng 6 năm 1942 đến tháng 5 năm 1943, nó hoạt động như một tàu hộ tống cho các đoàn tàu vận tải đi lại giữa Trân Châu Cảng và San Francisco.
Bulmer được phân về Hạm đội Đại Tây Dương vào tháng 5 năm 1943, và đi đến New York vào ngày 14 tháng 6. Nhiệm vụ đầu tiên của nó tại khu vực này là tham gia Đội đặc nhiệm 21.12 từ ngày 14 tháng 6 đến ngày 22 tháng 9; và trong đợt càn quét chống tàu ngầm tại Bắc Đại Tây Dương, máy bay từ tàu sân bay hộ tống Core của đội đặc nhiệm đã đánh chìm tàu ngầm U-boat Đức U-487 vào ngày 13 tháng 7.
Sau đó Bulmer thực hiện một chuyến đi vượt Đại Tây Dương đến Swansea, Wales, rồi làm nhiệm vụ hộ tống vận tải giữa các cảng Đông Bắc Đại Tây Dương và Bắc Phi từ ngày 4 tháng 10 năm 1943 đến ngày 31 tháng 7 năm 1944. Trong một chuyến đi như vậy vào ngày 13-14 tháng 1, nó cùng các tàu tháp tùng đã thực hiện nhiều đợt tấn công vào một nhóm "bầy sói" (wolf pack) tàu ngầm U-boat đối phương tại khu vực Đông Đại Tây Dương. Nó đã tấn công quyết liệt, và cho dù không được ghi công chính thức, nhiều khả năng là nó đã đánh chìm hoặc gây hư hại nặng cho tàu ngầm U-377. Vào sáng ngày 14 tháng 1, nó vớt được 17 người sống sót, bao gồm Hạm trưởng của một tàu ngầm đối phương bị đánh chìm, được tin là chiếc U-231 vốn bị một thủy phi cơ Anh đánh chìm vào ngày 13 tháng 1.
Từ ngày 1 tháng 8 đến ngày 4 tháng 10 năm 1944, nó tiến hành các hoạt động tại vùng vịnh Narragansett. Bulmer được xếp lại lớp như một tàu phụ trợ với ký hiệu lườn AG-86 vào ngày 1 tháng 12, và đi đến vùng kênh đào Panama vào ngày 27 tháng 12 để làm nhiệm vụ huấn luyện các tàu ngầm mới đưa vào hoạt động. Đến tháng 7 năm 1945, nó quay trở về Hoa Kỳ và được phối thuộc hoạt động dưới quyền Tư lệnh Không lực, Hạm đội Đại Tây Dương, và hoạt động ngoài khơi Port Everglades, Florida. Bulmer được cho ngừng hoạt động vào ngày 16 tháng 8 năm 1946 và bị bán để tháo dỡ vào ngày 19 tháng 2 năm 1947.

## Phần thưởng
Bulmer được tặng thưởng hai Ngôi sao Chiến trận do thành tích phục vụ trong Chiến tranh Thế giới thứ hai.